# Villar de Ciervo
Villar de Ciervo es un municipio y localidad española de la provincia de Salamanca, en la comunidad autónoma de Castilla y León. Se integra dentro de la comarca de Ciudad Rodrigo y la subcomarca del Campo de Argañán. Pertenece al partido judicial de Ciudad Rodrigo.
Su término municipal está formado por un solo núcleo de población, ocupa una superficie total de 56,84 km² y según los datos demográficos recogidos en el padrón municipal elaborado por el INE en el año 2021, cuenta con una población de 260 habitantes.

## Etimología
Su nombre deriva del término masculino "villar", que significaría "pueblo" en lengua leonesa, pudiendo deducirse el "de Ciervo" una densidad importante de ciervos en el término municipal en la época de su fundación en la Edad Media.

## Geografía

### Clima
Villar de Ciervo tiene un clima Csa (templado con verano seco y caluroso) según la clasificación climática de Köppen.
Es un pueblo con edificios históricos como, tumbas Romanas, sacristías ... También hay varias casas rurales, bares restaurantes y pequeños comercios.
Es un pueblo cercano al fuerte de la Concepción (Aldea del Obispo)
El pueblo , muy bonito con grandes vistas.
Sus fiestas son el 28 de agosto, y el patrón del pueblo es san Agustín. 
| Parámetros climáticos promedio de Villar de Ciervo en el periodo 1961-1996 | Parámetros climáticos promedio de Villar de Ciervo en el periodo 1961-1996 | Parámetros climáticos promedio de Villar de Ciervo en el periodo 1961-1996 | Parámetros climáticos promedio de Villar de Ciervo en el periodo 1961-1996 | Parámetros climáticos promedio de Villar de Ciervo en el periodo 1961-1996 | Parámetros climáticos promedio de Villar de Ciervo en el periodo 1961-1996 | Parámetros climáticos promedio de Villar de Ciervo en el periodo 1961-1996 | Parámetros climáticos promedio de Villar de Ciervo en el periodo 1961-1996 | Parámetros climáticos promedio de Villar de Ciervo en el periodo 1961-1996 | Parámetros climáticos promedio de Villar de Ciervo en el periodo 1961-1996 | Parámetros climáticos promedio de Villar de Ciervo en el periodo 1961-1996 | Parámetros climáticos promedio de Villar de Ciervo en el periodo 1961-1996 | Parámetros climáticos promedio de Villar de Ciervo en el periodo 1961-1996 | Parámetros climáticos promedio de Villar de Ciervo en el periodo 1961-1996 |
| Mes | Ene.                                                                       | Feb.                                                                       | Mar.                                                                       | Abr.                                                                       | May.                                                                       | Jun.                                                                       | Jul.                                                                       | Ago.                                                                       | Sep.                                                                       | Oct.                                                                       | Nov.                                                                       | Dic.                                                                       | Anual                                                                      |
| --- | -------------------------------------------------------------------------- | -------------------------------------------------------------------------- | -------------------------------------------------------------------------- | -------------------------------------------------------------------------- | -------------------------------------------------------------------------- | -------------------------------------------------------------------------- | -------------------------------------------------------------------------- | -------------------------------------------------------------------------- | -------------------------------------------------------------------------- | -------------------------------------------------------------------------- | -------------------------------------------------------------------------- | -------------------------------------------------------------------------- | -------------------------------------------------------------------------- |
| Temp. media (°C) | 4.4                                                                        | 6.3                                                                        | 7.6                                                                        | 10.3                                                                       | 13.5                                                                       | 18.2                                                                       | 22.7                                                                       | 21.6                                                                       | 18.6                                                                       | 13.3                                                                       | 7.8                                                                        | 4.4                                                                        | 12.4                                                                       |
| Precipitación total (mm) | 70.1                                                                       | 67.2                                                                       | 40.4                                                                       | 50.2                                                                       | 51.2                                                                       | 39.4                                                                       | 15.0                                                                       | 7.6                                                                        | 31.3                                                                       | 66.7                                                                       | 69.9                                                                       | 56.5                                                                       | 565.4                                                                      |
| Fuente: Ministerio de Agricultura, Alimentación y Medio Ambiente. Datos de precipitación para el periodo 1961-1996 y de temperatura para el periodo 1979-1980 en Villar de Ciervo 3 de octubre de 2012 |                                                                            |                                                                            |                                                                            |                                                                            |                                                                            |                                                                            |                                                                            |                                                                            |                                                                            |                                                                            |                                                                            |                                                                            |                                                                            |

## Historia
La fundación de Villar de Ciervo se remonta a la repoblación efectuada por los reyes de León en la zona entre finales del siglo XII y principios del XIII, quedando entonces integrado en la jurisdicción de Ciudad Rodrigo, dentro del Reino de León. Con la creación de las actuales provincias en 1833, Villar de Ciervo quedó integrado en la provincia de Salamanca, dentro de la Región Leonesa.

## Geografía humana

### Demografía
Cuenta con una población de 253 habitantes (INE 2024).
| Gráfica de evolución demográfica de Villar de Ciervo entre 1842 y 2021 |
| |
| Población de derecho según los censos de población del INE Población de hecho según los censos de población del INEEn estos censos se denominaba Villar del Ciervo: 1842, 1857, 1860 y 1877 |

Según el Instituto Nacional de Estadística, Villar de Ciervo tenía, a 1 de enero de 2021, una población total de 260 habitantes, de los cuales 137 eran hombres y 123 mujeres. Respecto al año 2000, el censo reflejaba 400 habitantes, de los cuales 207 eran hombres y 193 mujeres. Por lo tanto, la pérdida de población en el municipio para el periodo 2000-2021 ha sido de 140 habitantes, un 35% de descenso.

## Véase también

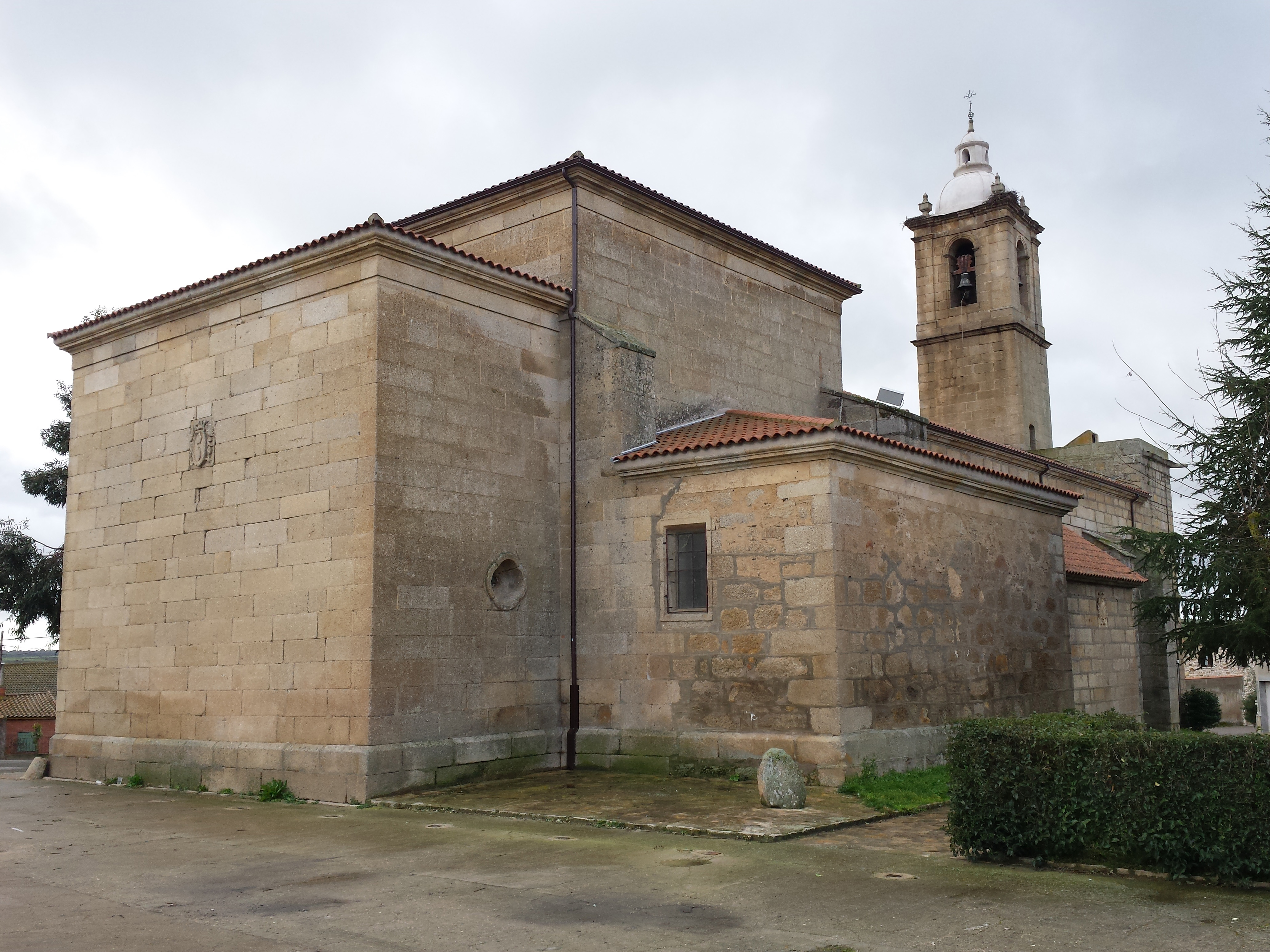
Iglesia de San Agustín.

## Administración y política
| Partido político                         | 2019  | 2019  | 2019       | 2015  | 2015  | 2015       | 2011  | 2011  | 2011       | 2007  | 2007  | 2007       | 2003  | 2003  | 2003       |
| Partido político                         | %     | Votos | Concejales | %     | Votos | Concejales | %     | Votos | Concejales | %     | Votos | Concejales | %     | Votos | Concejales |
| Partido Popular (PP)                     | 70,44 | 143   | 5          | 72,22 | 146   | 5          | 60,91 | 148   | 4          | 53,10 | 154   | 4          | 57,00 | 167   | 5          |
| Partido Socialista Obrero Español (PSOE) | 27,59 | 56    | 2          | 27,31 | 59    | 2          | 38,68 | 94    | 3          | 42,41 | 123   | 3          | 33,11 | 97    | 2          |
| Unión del Pueblo Salmantino (UPSa)       | —     | —     | —          | —     | —     | —          | —     | —     | —          | 4,48  | 13    | 0          | 8,87  | 26    | 0          |